# Table des caractères Unicode/U1A00
Cette page contient des caractères spéciaux ou non latins. S’ils s’affichent mal (▯, ?, etc.), consultez la page d’aide Unicode.

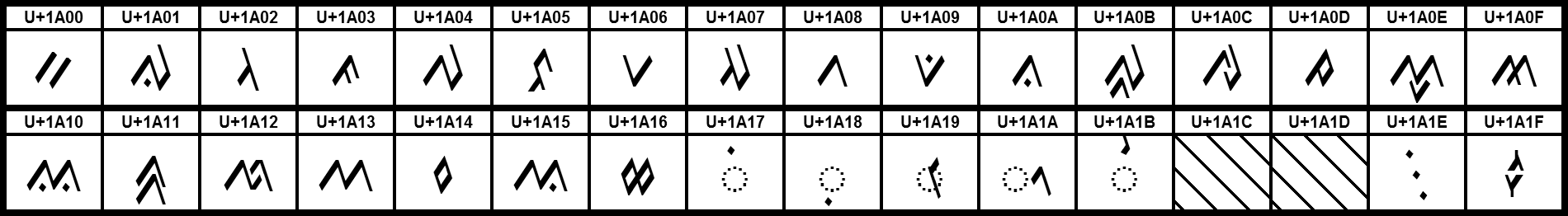
Table ASCII des caractères 1A00 à 1A1F

Table des caractères Unicode U+1A00 à U+1A1F.

## Bougui (ou bouguinais, bugi, lontara)(Unicode 4.1)
Consonnes, signes voyelles et signes de ponctuation utilisés pour l’écriture avec l’alphasyllabaire bougui (également nommé lontara).
Les caractères U+1A17 à U+1A1B sont des signes diacritiques se combinant avec le caractère qu’ils suivent ; ils sont combinés ici avec la lettre bouguise ka « ᨀ » (U+1A00) à des fins de lisibilité.

### Table des caractères
| en fr  | 0 | 1 | 2 | 3 | 4 | 5 | 6 | 7 | 8 | 9 | A | B | C | D | E | F |
| ------ | - | - | - | - | - | - | - | - | - | - | - | - | - | - | - | - |
| U+1A00 | ᨀ | ᨁ | ᨂ | ᨃ | ᨄ | ᨅ | ᨆ | ᨇ | ᨈ | ᨉ | ᨊ | ᨋ | ᨌ | ᨍ | ᨎ | ᨏ |
| U+1A10 | ᨐ | ᨑ | ᨒ | ᨓ | ᨔ | ᨕ | ᨖ | ᨀᨗ | ᨀᨘ | ᨀᨙ | ᨀᨚ | ᨀᨛ |   |   | ᨞ | ᨟ |